# Gősfa
Gősfa es un pueblo ubicado en el condado de Zala, Hungría.

## Superficie
Posee una superficie de 10,45 kilómetros cuadrados.

## Demografía
Hasta 2021 la población era de 308 habitantes, con una densidad de población de 29,47 habitantes por kilómetro cuadrado. En 2011 el 99% de la población estaba conformada por húngaros y la religión predominante era el catolicismo.